# Vote cumulatif
Pour un article plus général, voir Système électoral.
Le vote cumulatif (ou "vote par points" ou "vote par répartition de points") est un système de vote pondéré destiné à élire plusieurs candidats (scrutin plurinominal).
Ce mode de scrutin est efficace pour représenter la diversité des opinions et permet d'empêcher les phénomènes de tyrannie de la majorité.
Le vote cumulatif est fréquemment utilisé en gouvernance d'entreprise et est recommandé par la SEC et par diverses agences en conseil de vote dont ISS.

## Mise en œuvre
Chaque électeur possède un nombre de points X donnés, comme le nombre de sièges à pourvoir ou un nombre arbitraire (10, 100, etc.). Il distribue ce nombre de points librement entre 1 et Y candidats ou listes de candidats. Les sièges sont ensuite attribués entre les candidats ou les listes de candidats selon la proportion de points récoltés.
En général, le nombre de points attribué à chaque électeur est le même (pour réserver une égalité de poids à chaque électeur), il peut être égal au nombre de sièges à pourvoir mais ce n'est pas indispensable. Plus le nombre de points disponibles est élevé, plus l'électeur peut nuancer ses choix.
Contrairement à la méthode Borda où les candidats reçoivent un nombre décroissant de points, une entière liberté est donnée à l'électeur dans le vote cumulatif. Selon le système de bulletin distribué, l'électeur peut distribuer le nombre de points qu'il veut à chaque candidat (sous réserve que la somme donne X) ou bien il peut être contraint d'affecter le même nombre de points à tous ses candidats, chacun de ses n candidats récoltant X/n points.
Si X=1, le système devient un système de vote unique non transférable/vote unique transférable pour un scrutin personnalisé ou un scrutin proportionnel plurinominal pour un scrutin de liste (fermée ou ouverte). Si X est le nombre de sièges à pourvoir et si les électeurs distribuent 1 point à X candidats, le système est équivalent à un scrutin majoritaire plurinominal. Si X est inférieur au nombre de sièges à pourvoir et si les électeurs distribuent 1 point à chaque candidat ou liste de candidats, le système est équivalent à un vote limité.

## Avantages et inconvénients
Le vote cumulatif satisfait à plusieurs critères de systèmes de vote :
1. le critère de monotonie : Si un candidat n'est pas gagnant et si on le rétrograde dans certains bulletins sans modifier l'ordre relatif des autres candidats alors il ne doit pas pouvoir gagner.
2. le critère de participation : Si X est gagnant et que l'on rajoute des bulletins dans lesquels X est toujours mieux placé que Y, Y ne doit pas être le nouveau vainqueur.
3. le critère de cohérence : Si les bulletins sont partagés en deux groupes et si un candidat est le gagnant dans chaque groupe, il doit être le gagnant des élections.
4. le critère de symétrie par inversion : Si un candidat est gagnant et si on range, dans chaque bulletin, les candidats dans l'ordre inverse, ce même candidat doit perdre.

Ce système permet une meilleure représentation de la diversité des opinions et des petites formations. Le résultat est ainsi plus facilement accepté par les électeurs. Si la répartition des points est entièrement libre, il donne une chance à des candidats capables de recueillir soit quelques points chez beaucoup d'électeurs, soit tous les points d'une base plus réduite. Ce mode de scrutin permet d'empêcher les phénomènes de tyrannie de la majorité.
Ce système souffre, comme tout scrutin proportionnel, de la possibilité de ne pas aboutir à une majorité stable au sein de l'assemblée élue. Ce système peut cependant sembler plus juste que le système majoritaire, car il rend impossible la prédominance exclusive d'une formation qui n'aurait pas le soutien d'une majorité d'électeurs. La constitution d'une assemblée avec plusieurs formations incite à la création de coalitions : c'est souvent un facteur de modération.
Comme tout système pondéré, ce système de vote permet à l'électeur de s'exprimer de façon plus nuancée, mais il doit choisir quelle proportion de ses points accorder en soutien à un candidat plus proche de ses préférences mais ayant moins de chances d'être élu. Contrairement à d'autres scrutins, l'électeur est plus enclin à voter pour des candidats ou listes proches de ses opinions plutôt que pour des candidats ou des listes ayant le plus de chances d'être élus. Le fait de s'exprimer sur chaque candidat oblige de s'intéresser à tous les choix et permet aux électeurs d'avoir une plus grande maturité puisqu'il faut connaître plus ou moins tous les candidats.
Comme on l'a observé en Angleterre, les stratégies de campagne des partis sous le vote cumulatif sans liste consistent d'une part à choisir le nombre de candidats qu'ils présentent (en l'absence de listes, présenter trop de candidats conduit à la division des voix) et d'autre part à suggérer aux électeurs comment distribuer leurs points.
À condition de concentrer leurs points sur un unique candidat ou une unique liste, les petits partis peuvent obtenir des sièges. Ce point a fait l'objet d'études théoriques et expérimentales par les économistes. Le système de vote cumulatif peut en effet être vu comme un cas particulier de "Storable Vote" dans lequel le vote sur les différents sujets se fait simultanément (un "sujet" étant simplement l'élection ou non d'un candidat). Même dans le cas d'une société polarisée, c'est-à-dire constituée d'une majorité et d'une minorité chacune homogène, le vote cumulatif, au contraire de la règle majoritaire, empêche une prise de pouvoir complète par la majorité,.

## Utilisations
Le vote cumulatif est utilisé pour les élections du conseil d'administration dans certaines assemblées générales d'entreprises aux États-Unis, en Russie, en Ukraine et en Suisse. Il est notamment obligatoire dans 7 états américains, est recommandé par la SEC et par diverses agences en conseil de vote dont ISS, et est également généralement utilisé par les juges américains pour résoudre les conflits d'actionnaire. Il fut utilisé durant plus d'un siècle dans l'Illinois ainsi qu'au XIXe siècle en Angleterre.